# António Carvalho
António Carvalho (Guimaraes, Portugal; 10 de diciembre de 1960-18 de noviembre de 2023) fue un futbolista y entrenador de fútbol portugués que jugó en las posiciones de lateral izquierdo y centrocampista.

## Carrera

### Club
| Periodo   | Club                 |
| --------- | -------------------- |
| 1979-1981 | Vitória Guimarães    |
| 1981–1982 | AD Sanjoanense       |
| 1982–1984 | SC Salgueiros        |
| 1984–1986 | Portimonense SC      |
| 1986–1991 | Vitória Guimarães    |
| 1991–1992 | FC Paços de Ferreira |
| 1992–1993 | Moreirense FC        |
| 1993-1994 | Desportivo De Ronfe  |

### Selección nacional
Jugó para Portugal en dos ocasiones en 1987, también jugó para la selección sub-17 en cinco ocasiones de 1977 a 1978 anotando un gol, y con la selección sub-23 en cinco ocasiones entre 1987 y 1988.

### Entrenador
| Periodo   | Club                      |
| --------- | ------------------------- |
| 2001–2004 | Vitória Guimarães C       |
| 2004–2006 | Dragões Sandinenses       |
| 2006–2007 | Clube Caçadores de Taipas |
| 2007      | Brito SC                  |
| 2008–2009 | Clube Caçadores de Taipas |
| 2009–2012 | AD Lousada                |
| 2012      | GD Ribeirão               |
| 2013–2014 | AD Oliveirense            |
| 2014–2015 | FC Tirsense               |
| 2016      | CD Sobrado                |
| 2018      | Clube Caçadores de Taipas |
| 2019      | AD Lousada                |
| 2019-2020 | GD Ribeirão               |

## Logros
- Supercopa de Portugal (1): 1988